# Bolesław Sztejner
Bolesław Julian Sztejner (ur. 1861, zm. 1921) – polski fotograf działający w Warszawie i we Włocławku, działacz społeczny, naczelnik włocławskiej Ochotniczej Straży Ogniowej. 
Karierę rozpoczynał w Warszawie. Później został we Włocławku uczniem A. Eichenwalda, po którym w 1887 roku przejął zakład fotograficzny. Jego zakład mieścił się przy ul. Żabiej 13/15 (wówczas: Żabia, dom nr 227), ul. Cygance 13, ul. Piekarskiej 4 i ul. 3 Maja 11. Hasłem reklamowym Sztejnera było Niepogoda nie robi różnicy w zdjęciach. Do jego uczniów należał m.in. Karol Szałwiński.
Fotografie wykonywane we włocławskim atelier Sztejera odznaczają się doskonałością techniczną i wysokimi walorami artystycznymi. Z usług tego zakładu korzystała nie tylko miejscowa elita, ale również członkowie rodu Kronenbergów, którzy mieli majątek ziemski w pobliskim Brzeziu. W Muzeum Warszawy zachowały się m.in. pochodzące z lat 90. XIX wieku zdjęcia krajobrazowe z Brzezia i fotografie portretowe dzieci Leopolda Juliana Kronenberga autorstwa Sztejnera.

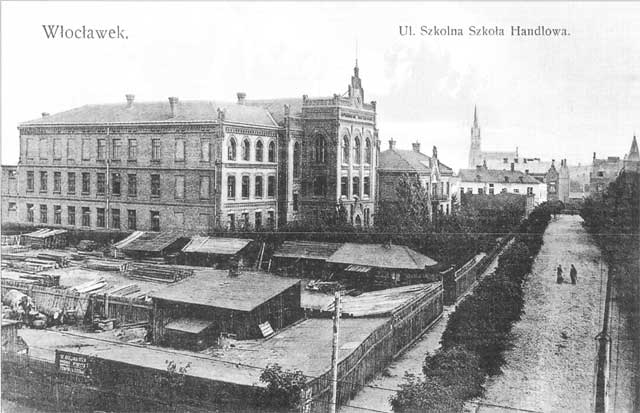
Gmach Liceum Ziemi Kujawskiej na fotografii B. Sztejnera.

Zdjęcia dokumentujące zakłady przemysłowe we Włocławku, takie jak cegielnia Leona Bojańczyka czy fabryka celulozy braci Cassirerów, zostały wydane w formie pocztówek w 1902 roku. Jako kartki pocztowe zostały opublikowane również fotografie Sztejnera wykonane w ciechocińskim uzdrowisku, przedstawiające m.in. Nowe Łazienki nr 1 i 4.
Ponadto Sztejner wykonywał fotografie dzieł sztuki, m.in. zaginionego obecnie XVII-wiecznego portretu ks. Piotra Skargi z kaliskiego kolegium jezuickiego. Fotografował również tzw. typy ludowe, dokumentując strój ludowy Kujawiaków. Zdjęcia pochodzące z jego zakładu znajdują się m.in. w zbiorach Muzeum Ziemi Kujawskiej i Dobrzyńskiej we Włocławku.
Bolesław Sztejner był członkiem Cechu Rzemiosł Różnych we Włocławku.
Jako społecznik był zaangażowany w działalność Ochotniczej Straży Ogniowej we Włocławku, założonej w połowie lat 70. XIX wieku. Do roku 1905, obok Resursy Obywatelskiej i Towarzystwa Wioślarskiego, ówczesna straż ogniowa była organizacją społeczną, która prowadziła szeroką działalność kulturalną zarówno na terenie miasta, jak i regionu. Bolesław Sztejner pełnił funkcję naczelnika włocławskiej straży ogniowej w latach 90. XIX wieku i pierwszych dwóch dekadach XX wieku. W 1893 roku był jednym z ofiarodawców pucharu dla Wincentego Bojańczyka, współtwórcy włocławskiej straży ogniowej. Puchar jest dziś cennym eksponatem włocławskiego muzeum. W 1909 Sztejner roku brał udział w poświęceniu i wmurowaniu aktu erekcyjnego pod nową siedzibą strażaków we Włocławku przy ul. Żabiej.
Bolesław Sztejner był jednym z fotografów, których Andrzej Winiarski wymienia w przedmowie do swojej książki Włocławek na starej fotografii, jako źródło jej inspiracji. Zdjęcia Sztejnera i kilku innych fotografów stały się kanwą do napisania tej pracy, w której Winiarski opisuje historię przedwojennych ulic Włocławka, ilustrując tę historię starą fotografią.